# Championnat d'Irlande du Nord féminin de football 2015
Navigation
Édition précédente Édition suivante
La saison 2015 du Championnat d'Irlande du Nord de football féminin Women's Premier League  est la douzième saison du championnat. Le Glentoran Belfast United vainqueur de l’édition précédente remet son titre en jeu.

## Clubs participants
| \| Ballymena United Allstars Belfast: · Glentoran · Crusaders · Linfield · Shankill · Cliftonville Mid-Ulster Ladies Newry City Ladies Sion Swifts Ladies \| Localisation des clubs engagés dans le championnat. |
| Ballymena United Allstars Belfast: · Glentoran · Crusaders · Linfield · Shankill · Cliftonville Mid-Ulster Ladies Newry City Ladies Sion Swifts Ladies                                                           |

Ce tableau présente les huit équipes qualifiées pour disputer le championnat 2014. 
| Club                                                  | Stade                                 | Capacité | Ville     |
| ----------------------------------------------------- | ------------------------------------- | -------- | --------- |
| Ballymena United Allstars Football Club               | The Showgrounds                       | -        | Ballymena |
| Cliftonville Ladies Football Club                     | -                                     | -        | Belfast   |
| Crusaders Newtownabbey Strikers Women’s Football Club | Seaview                               | 3 383    | Belfast   |
| Newry City Ladies Football Club                       | -                                     | -        | Newry     |
| Glentoran Belfast United                              | Billy Neill Playing Field (Terrain 2) | -        | Belfast   |
| Linfield Ladies                                       | Billy Neill Playing Field (Terrain 1) | -        | Belfast   |
| Mid Ulster Ladies Football Club                       | Mid Ulster Sports Arena               | -        | Cookstown |
| Sion Swifts Ladies And Girls Football Club            | -                                     | -        | Strabane  |

## Classement
| Rang | Équipe                          | Pts | J  | G  | N | P  | Bp | Bc | Diff |
| ---- | ------------------------------- | --- | -- | -- | - | -- | -- | -- | ---- |
| 1    | Newry City LadiesP              | 34  | 14 | 11 | 1 | 2  | 27 | 17 | +10  |
| 2    | Linfield Ladies                 | 32  | 14 | 10 | 2 | 2  | 49 | 10 | +39  |
| 3    | Crusaders Newtownabbey Strikers | 25  | 14 | 10 | 2 | 2  | 49 | 10 | +39  |
| 4    | Glentoran Belfast United T      | 21  | 14 | 6  | 3 | 5  | 29 | 19 | +10  |
| 5    | Sion Swifts P                   | 19  | 14 | 5  | 4 | 5  | 23 | 25 | -2   |
| 6    | Cliftonville Ladies             | 15  | 14 | 4  | 3 | 7  | 22 | 24 | -2   |
| 7    | Mid-Ulster Ladies               | 11  | 14 | 3  | 2 | 9  | 9  | 32 | -23  |
| 8    | Ballymena Utd Allstars          | 2   | 14 | 0  | 2 | 12 | 1  | 33 | -32  |

## Bilan de la saison
| Championnat d'Irlande du Nord féminin de football 2015        |                                             |
| Champion                                                      | Newry City Ladies Football Club (1er titre) |
| Dauphin                                                       | Linfield Ladies                             |
| Coupes et trophées                                            |                                             |
| Vainqueur de la Coupe d'Irlande du Nord 2015                  | Cliftonville Ladies                         |
| Qualifications continentales                                  |                                             |
| Ligue des champions féminine de l'UEFA 2016-2017              | Newry City Ladies Football Club             |
| Promotions et relégations                                     |                                             |
| Promus en Championnat d'Irlande du Nord féminin de football   | Derry City                                  |
| Relégués en Championnat d'Irlande du Nord féminin de football | Ballymena Utd Allstars                      |